# Kanton Campoloro-di-Moriani
Kanton Campoloro-di-Moriani (francouzsky Canton de Campoloro-di-Moriani) je francouzský kanton v departementu Haute-Corse v regionu Korsika. Tvoří ho 9 obcí.

## Obce kantonu
- Cervione
- Sant’Andréa-di-Cotone
- San-Giovanni-di-Moriani
- San-Giuliano
- Santa-Lucia-di-Moriani
- Santa-Maria-Poggio
- San-Nicolao
- Santa-Reparata-di-Moriani
- Valle-di-Campoloro